# Daniel Gerth

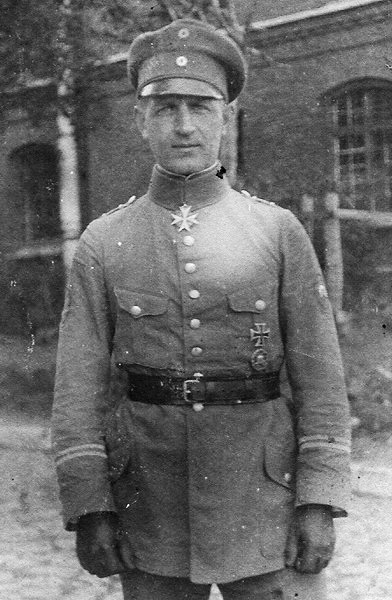
Daniel Gerth, wohl 1918 nach der Verleihung des Pour le Mérite

Johann Daniel Edmund Gerth (* 10. Februar 1891 in Stepenitz; † 2. Juli 1934 in Berlin-Lichterfelde) war ein deutscher Offizier sowie Freikorps- und SA-Führer. Gerth wurde bekannt als Träger des Pour-le-Mérite, des höchsten preußischen Militärordens, den er für seine Leistungen als Infanterieoffizier während des Ersten Weltkriegs erhielt, sowie als einer der Getöteten des sogenannten Röhm-Putsches.

## Leben und Wirken

### Früherer Werdegang und Erster Weltkrieg
Nach dem Schulbesuch trat Gerth 1911 in das Infanterie-Regiment 150 ein. Am 16. Juni 1913 erreichte Gerth den Rang eines Leutnants.
Im Ersten Weltkrieg fungierte Gerth von November 1914 bis März 1918 als Kompanieführer im Infanterie-Regiment 150. Am 13. September 1917 wurde er für seine Leistungen im Krieg mit dem Ritterkreuz des Königlichen Hausordens von Hohenzollern mit Schwertern ausgezeichnet. Eine Verwundung, die Gerth am 21. März 1918 erlitt, zog einen längeren Lazarettaufenthalt nach sich. Nach seiner Genesung kehrte er am 27. Mai 1918 in seine Funktion als Kompanieführer zurück. Am 18. August 1918 wurde er zum Oberleutnant befördert und zugleich mit der Führung des III. Bataillons des Infanterie-Regiments 150 beauftragt.
Seit den 1930er Jahren taucht in der Literatur die Legende auf, dass Gerth während des Krieges als Jagdflieger eingesetzt worden sei und dass er für seine Leistungen als Pilot im Luftkampf im September 1918 mit dem Orden Pour le Mérite dem höchsten deutschen Kriegsorden ausgezeichnet worden sei. Der tatsächliche Grund für Gerths Auszeichnung liegt hingegen darin, dass er am 29. September 1918 als Bataillonskommandeur bei Kämpfen zwischen Argonnen und Maas zehn amerikanische Angriffe hintereinander zurückschlug und anschließend einen nachfolgenden Tankangriff vereitelte, indem er mit seinen Leuten die amerikanischen Panzer erkletterte und mit Handgranaten und Pistolenschüssen durch die Sehschlitze sechs Panzerwagen außer Gefecht setzte und dass er daraufhin am 1. Oktober 1918, damals im Rang eines Oberleutnants, den Pour le Mérite verliehen bekam. Dies wurde offiziell am 13. Oktober 1918 bekanntgegeben. In der offiziellen Verleihungsliste wurde Gerth als Ordensträger 5310 geführt.
Die Legende, dass Gerth den Pour le Mérite für Pilotenleistungen erhalten habe, ist wahrscheinlich nach seiner Ermordung entstanden. Der NS-Politiker Hermann Göring, dem eine maßgebliche Mitverantwortung für Gerths Ermordung zugeschrieben wurde, war im Ersten Weltkrieg Kampfflieger, wurde für seine Leistungen als Pilot mit dem Pour le Mérite ausgezeichnet und könnte in diesem Zusammenhang mit Gerth verwechselt worden sein, zumal dieser selbst wenn auch nicht für fliegerische, sondern für infanteristische Leistungen im Krieg mit dem Pour le Mérite ausgezeichnet worden war.
In einigen Darstellungen der Ermordung Gerths 1934 wurde sogar behauptet, dass Gerth während des Krieges derselben Fliegerstaffel wie Göring angehörte. Erstmals findet sich die Behauptung, dass Gerth Flieger gewesen wäre (und als solcher den Pour-le-Merite erhalten habe) im kommunistischen Weissbuch über die Erschiessungen des 30. Juni und im Pariser Tageblatt vom 18. Juli 1934.

### Weimarer Republik und SA
Während der Novemberrevolution war Gerth der Führer des nach ihm benannten Freikorps Gerth („Freiwilliges Jägerkorps Gerth“), das sich von Januar bis Juni 1919 mit über 600 Mann an der gewaltsamen Bekämpfung innerer Unruhen und an der Grenzsicherung beteiligte. Gerths Freikorps bekämpfte im Kreis Allenstein, Ostpreußen, linke Revolutionäre und eroberte nach einer Schrift von 1930 „die halbe Provinz“. Zum 1. Oktober 1920 schied Gerth als Oberleutnant a. D. mit dem Charakter eines Hauptmanns aus dem Militär aus.
1926 heiratete Gerth in Berlin Erna Ilchmann.
Ende der 1920er Jahre trat Gerth in die NSDAP ein. In den folgenden Jahren machte er Karriere in der SA, der Privatarmee der Partei, in der er es bis zum Obersturmbannführer, nach anderen Quellen bis zum Standartenführer brachte. Daneben war er Sportreferent der SA-Gruppe Berlin-Brandenburg und zählte als Adjutant und enger Mitarbeiter von Karl Ernst zur Führungsriege der SA.

### Verhaftung und Ermordung
Am 30. Juni 1934 wurde Gerth im Zuge der unter der Propagandabezeichnung „Röhm-Putsch“ bekannt gewordenen politischen Säuberungswelle der Nationalsozialisten vom Frühsommer 1934 exekutiert. Einer Quelle zufolge soll er am Mittag des 30. Juni von der Schutzstaffel (SS) verhaftet worden sein, als er auf dem Weg zu einem Jagdausflug auf dem Land einen Abstecher in sein Büro im Stabsquartier der Berliner SA-Gruppe machte, um dort nach dem Rechten zu sehen. Anschließend wurde er in die SS-Kaserne in Berlin-Lichterfelde gebracht. Dort wurde er vor ein Standgericht gestellt, das ihn des Hochverrats für schuldig erklärte und am 1. oder 2. Juli 1934 von Angehörigen der Leibstandarte SS Adolf Hitler füsiliert. Einer Überlieferung zufolge grüßte er das Hinrichtungskommando noch mit der Aufforderung, dass die „Kameraden“, wie er die Schützen angeredet haben soll, gut zielen sollten. Als offizielle Todeszeit Gerths meldete die Gestapo beim Standesamt Lichterfelde den 2. Juli 1934 2.15 Uhr morgens. In der internen Liste der am 30. Juni bis 2. Juli exekutierten Personen der Gestapo wurde hingegen der 30. Juni als sein Todestag verzeichnet.
Der Polizeibeamte Alfred Martin, der zusammen mit Gerth und zahlreichen anderen Verhafteten am 30. Juni und 1. Juli 1934 in einem Kohlenkeller der Kaserne der Leibstandarte SS Adolf Hitler gefangen gehalten wurde, berichtete nach dem Zweiten Weltkrieg über die letzten Stunden Gerths: Er und Gerth hätten im Keller zusammengesessen, zusammen Schnaps getrunken und auf die ihnen angekündigte Erschießung gewartet. Gerth hätte nicht gewusst, weshalb er verhaftet worden sei und „was eigentlich los“ sei. Am Morgen des 1. Juli sei Gerth aus dem Keller geholt und zu Hermann Göring ins Luftfahrtministerium gebracht worden. Zwei Stunden später sei er zurückgekehrt: Göring hätte ihm, als Gerth sich dem Ministerpräsidenten vorführen musste, den Orden Pour le mérite in einer demonstrativen „Schändungsszene“ abgerissen. Nach seiner Rückkehr in den „Todeskeller“ von Lichterfelde habe er keinen Ton mehr gesagt und sei dabei – noch in der Dunkelheit – im Licht von Lastwagenscheinwerfern auf dem Hof von der Leibstandarte erschossen worden.
Der frühe Hitler-Biograph Konrad Heiden hatte bereits in seinem in den 1930er Jahren veröffentlichten Buch berichtet, dass einer der in Lichterfelde eingesperrten Verhafteten namens „Gehrt“ von einem Adjutanten aus dem Keller gerufen und nach Hause geschickt worden sei, mit der Aufforderung sich zu waschen, zu rasieren und dann in voller Repräsentationsuniform mit allen Orden bei Göring zu erscheinen. Nach dem ausgeführten Befehl sei „Gehrt“ in voller Montur bei Göring in der Erwartung erschienen, dieser würde ihm mitteilen, dass sich seine Unschuld (d. h. seine Nichtbeteiligung am angeblichen „Röhm-Putsch“) herausgestellt habe, er daher als entlastet und rehabilitiert gelten würde und ein freier Mann sei, habe Göring „Gehrt“ zu seinem überraschten Entsetzen den Pour le Mérite vom Hals und die übrigen Orden von der Brust gerissen und ihn vor den übrigen Anwesenden beleidigt. Zurück im Kohlenkeller der Leibstandarte habe er bis zu seiner Erschießung in einem völlig gebrochenen Zustand verharrt und habe sogar auf dem Weg zur Exekution gestützt werden müssen.
Dem Vorstand der Exil-SPD gingen Informationen über die Exekution Gerths zu: Man habe eine grausame „Erschießungs-Tortur“ mit ihm aufgeführt. Dabei hätte kurz vor dem Schießbefehl an die Leibstandarte ein Mann aus dem zweiten Stock des Hauses neben dem Exekutionsplatz Halt geboten. Gerth sei abgeführt worden. Zwei Stunden später sei er dann doch erschossen worden. In ähnlicher Weise schilderte der Daily Express in einem Artikel vom 4. Juli 1934 die Exekution Gerths als ein besonders schauriges Spektakel: Demzufolge sei Gerth auf den Kasernenhof der Leibstandarte geführt worden, habe seinen Mantel abgelegt und seine Brust freigemacht und vor dem Erschießungskommando Aufstellung genommen, als eine Stimme vom über ihm liegenden Fenster dem Exekutionskommando zurief, ihn nicht zu erschießen. Daraufhin sei Gerth mit zittrigem Schritt wieder dem Standgericht vorgeführt worden: Man habe ihn zwei weitere Stunden mit Fragen „bombardiert“, in der Hoffnung auf Informationen über die vermeintliche SA-Verschwörung. Als Gerth sich geweigert habe, irgendetwas zu sagen, habe man ihn schließlich erneut dem Erschießungskommando übergeben: Er sei erneut ohne Mantel und barbrüstig auf dem Hof aufgestellt worden, wobei diesmal keine im letzten Augenblick abgebrochene Scheinerschießung stattfand, sondern eine reguläre Erschießung.
Am 2. Juli 1934 erhielt Gerths Frau sein Portemonnaie und seine Uhr zurück. Seine Leiche wurde im Krematorium Wedding eingeäschert und anschließend zur Abholung durch die Angehörigen in das ehemalige preußische Herrenhaus gebracht.
Die ausländische Presse verbreitete wenige Wochen nach Gerths Exekution die Meldung, dass Gerths Mutter bei der Abholung der Asche ihres Sohnes in Schreikrämpfe ausgebrochen sei und sie verlangt habe, „den Mörder ihres unschuldig ermordeten Sohnes“ zu sprechen. Auf die Frage wen sie damit meine, habe sie geantwortet „den Mörder Göring“. Daraufhin habe man sie aus dem Gebäude entfernt. Als sie anschließend auf der Allee Unter den Linden laut schrie, dass Göring ihren Sohn ermordet habe. Sie sei daraufhin aufgegriffen und nach Hause gefahren worden.
Gerths Witwe und seine Mutter erhielten nach seinem Tod aus Gründen der „Billigkeit“ im Rahmen der Versorgung der Hinterbliebenen der Säuberungsaktion vom 30. Juni bis 2. Juli 1934 von der Reichsregierung lebenslange monatliche Renten zugebilligt.